# The Dubliners (opsamlingsalbum fra 2009)
The Dubliners er et opsamlingsalbum med The Dubliners udgivet i 2009.
Albummet indeholder tidligere udgivet materiale og består af fire CD'er og en DVD
De medvirkende er Ronnie Drew, Luke Kelly, Barney McKenna, Ciaran Bourke, John Sheahan, Jim McCann, Seán Cannon og Eamonn Campbell.

## Spor[1]

### CD 1
1. "The Molly Maguires"
2. "Champion At Keeping Them Rolling"
3. "The Lark In The Morning"
4. "The Lowlands Of Holland"
5. "Lord Inchiquin"
6. "The Newry Highwayman"
7. "Springhill Mining Disaster"
8. "Boulavogue"
9. "Joe Hill"
10. "My Darling Asleep/Paddy In London/An t-Athair Jack Walsh"
11. "Smith Of Bristol"
12. "The Town I Loved So Well"
13. "Fiddlers Green"
14. "Killieburn Brae"
15. "The Rare Old Times"
16. "The Musical Priest/The Blackthorn Stick"
17. "Biddy Mulligan"
18. "Spancil Hill"
19. "The Saxon Shilling"
20. "The Parting Glass"

### CD 2
1. "Free The People" (Phil Coulter)
2. "The Greenland Whale Fisheries"
3. "The Lord Of The Dance"
4. "Skibbereen"
5. "The Thirty Foot Trailer"
6. "The Downfall Of Paris"
7. "The Band Played Waltzing Matilda"
8. "Alabama '58"
9. "The Louse House Of Kilkenny"
10. "Avondale"
11. "The Prodigal Son"
12. "Scorn Not His Simplicity"
13. "The Spanish Lady"
14. "The Old Triangle"
15. "Ojos Negros"
16. "Drops Of Brandy/Lady Carberry"
17. "Cúnla"
18. "The Unquiet Grave"
19. "Sam Hall"
20. "Molly Malone"

### CD 3
1. "Building Up And Tearing England Down"
2. "Song For Ireland"
3. "Matt Hyland"
4. "Doherty's Reel/Down The Broom"
5. "The Captains And The Kings"
6. "The Night Visiting Song"
7. "The Waterford Boys/The Humours Of Scariff/The Flannel Jacket"
8. "The Jail Of Cluain Meala"
9. "Down By The Glenside"
10. "Farewell To Carlingford"
11. "Donegal Danny"
12. "The Hen's March To The Midden"
13. "The Gartan Mother's Lullaby"
14. "The Bonny Boy"
15. "High Germany"
16. "The Ploughboy Lads"
17. "Last Night's Fun/The Congress Reel"
18. "Johnston's Motor Car"
19. "A Gentleman Soldier"
20. "God Save Ireland"

### CD 4
1. "The Fermoy Lassies/Sporting Paddy"
2. "The Black Velvet Band"
3. "McAlpine's Fusiliers"
4. "Dirty Old Town"
5. "Belfast Hornpipe/Tim Maloney"
6. "Kelly The Boy From Killane"
7. "Take It Down From The Mast"
8. "Finnegan's Wake"
9. "The Comical Genius"
10. "The Four Poster Bed/Colonel Rodney"
11. "Hand Me Down Me Bible"
12. "All For Me Grog"
13. "The Wild Rover"
14. "Blue Mountain Rag"
15. "Whiskey in the Jar"
16. "Seven Drunken Nights"
17. "Home Boys Home"
18. "Three Lovely Lassies From Kimmage"
19. "The Holy Ground"
20. "Monto"

### DVD
1. "Dicey Reilly"
2. "The Ragman's Ball"
3. "A Pint Of Plain"
4. "Weile Weile Waile"
5. "The Auld Triangle"
6. "Finnegan's Wake"
7. "If Ever You Go To Dublin Town"
8. "The Zoological Gardens"
9. "Bombo Lane"
10. "Monto"
11. "The Rare Auld Times"